# 帕里斯 (密西西比州)
帕里斯（英語：Paris）是位於美國密西西比州拉法葉縣的普查規定居民點。

## 人口
根據2020年美國人口普查的數據，帕里斯的面積為3.15平方千米，皆為陸地。當地共有人口163人，而人口密度為每平方千米51.75人。